# Staatliche Wirtschaftsschule Neumarkt i. d. OPf.
Die Staatliche Wirtschaftsschule Neumarkt i. d. OPf. ist ein Kooperationsmodell der Mittelschule West und der Staatlichen Berufsschule Neumarkt i. d. OPf.
Lehrkräfte aus der Mittelschule und der Berufsschule sollen handlungsorientiertes Lernen in einem praxisnahen Umfeld ermöglichen. Der kompetenzorientierte LehrplanPLUS fördert den Erwerb von Schlüsselqualifikationen wie z. B. das Arbeiten im Team, Sprachkompetenzen und verantwortungsvolles Handeln.
Die vierstufige Wirtschaftsschule ist eine weiterführende berufliche Schule und beginnt mit dem Übertritt in die 7. Jahrgangsstufe und schließt in der 10. Jahrgangsstufe mit dem Mittleren Schulabschluss ab.
Die Staatliche Wirtschaftsschule vermittelt einen mittleren Schulabschluss PLUS:
- praxisnahes Lernen im Übungsunternehmen,
- kaufmännische Grundbildung,
- vertiefte Allgemeinbildung und berufliche Grundbildung sowie
- Übertrittmöglichkeit an die Fachoberschule.

Leistungsstarke Schüler haben die Möglichkeit, einer Lehrzeitverkürzung bzw. können mit dem Ergänzungsunterricht „Berufsschule plus“ die Fachhochschulreife erwerben.

## Geschichte
Die Schule wurde zum Schuljahr 2010/2011 als kooperative Wirtschaftsschule gegründet. Seit dem Schuljahr 2015/16 wird nach dem neuen LehrplanPLUS kompetenzorientiert unterrichtet. Die Schüler können in der 10. Jahrgangsstufe wählen, ob sie die Abschlussprüfung im Fach Mathematik oder dem Fach Übungsunternehmen ablegen. Weitere Prüfungsfächer sind Deutsch, Englisch sowie Betriebswirtschaftliche Steuerung und Kontrolle.

## Aufnahmekriterien
Laut der Schulordnung für die Wirtschaftsschule (WSO) müssen für den Übertritt die Mittelschüler im Zwischenzeugnis bzw. im Jahreszeugnis der 6. Jahrgangsstufe in den Fächern Mathematik, Englisch und Deutsch einen Notendurchschnitt von mindestens 2,66 nachweisen. Schüler der Realschule und des Gymnasiums benötigen die Vorrückungserlaubnis [vgl. § 26 Abs. 3 Satz 1 Nr. 1–3 WSO].

## Besonderheiten
Eine zentrale Rolle nimmt das Übungsunternehmen „Telectra GmbH“ ein. In diesem simulierten Großhandelsunternehmen werden Elektroartikel im Verbund mit anderen Übungsunternehmen gehandelt. Die Schüler arbeiten im Unterrichtsfach „Übungsunternehmen“ wie in einem realen Unternehmen. Innerhalb von zwei Jahren lernen sie die Abteilungen Einkauf, Verkauf, Lager- und Buchhaltung kennen. Berufsschullehrkräfte aus dem kaufmännischen Bereich bereiten auf eine künftige Berufsausbildung im Wirtschaftsbereich vor.